# Giuseppe Maria Castelli

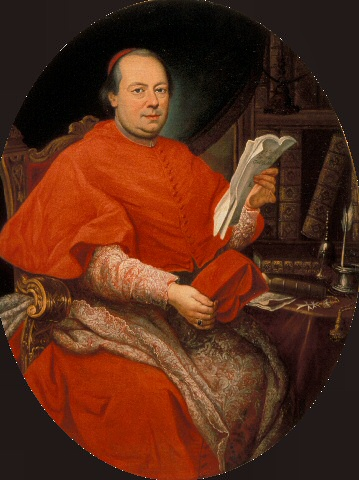
Giuseppe Maria Kardinal Castelli (Porträt von Giovanni Domenico Porta, zw. 1759 und 1780)

Giuseppe Maria Castelli (* 4. Oktober 1705 in Mailand; † 9. April 1780 in Rom) war ein Kardinal der Römischen Kirche.

## Leben
Nachdem Castelli, Sohn einer Mailänder Adelsfamilie, in Modena und Rom studiert hatte, wurde er Referent der Apostolischen Signatur. Papst Clemens XII. ernannte ihn am 26. Juni 1739 zum Päpstlichen Hausprälaten. Nachdem er 1751 Prälat der Konzilskongregation geworden war, ernannte ihn Benedikt XIV. 1753 zum Konsultor der Indexkongregation. Ab Dezember 1754 übte er dasselbe Amt im Heiligen Offizium aus.
Papst Clemens XIII. nahm ihn im Konsistorium vom 24. September 1759 als Kardinalpriester von Sant'Alessio ins Kardinalskollegium auf. Danach wurde er Mitglied mehrerer Kardinalskongregationen und 1762 Kommendatarabt  der Abtei Santi Pietro e Paolo in Viboldone. Am 26. April 1763 wurde Kardinal Castelli Präfekt der Kongregation De Propaganda Fide. Von 1766 bis 1767 war er Kämmerer des Kardinalskollegiums. Er nahm am Konklave 1769 teil, das Clemens XIV. zum Papst wählte, sowie am Konklave von 1774 bis 1775, das Pius VI. wählte. Unter Pius VI. wurde er Kardinalprotektor mehrerer Kirchen, Städte und Spitäler.
1780 starb Kardinal Castelli und wurde in der römischen Kirche Santi Ambrogio e Carlo al Corso beigesetzt.

## Sonstiges
Giuseppe Maria Castelli war mit dem Moraltheologen, Bischof und Heiligen Alfonso Maria de Liguori befreundet.